# Yelitze Santaella
Yelitze de Jesús Santaella Hernández (Clavellina, municipio Tucupita, estado Delta Amacuro, 1 de agosto de 1960) es una política, docente y administradora venezolana, que desde 2021 es la ministra de Educación. Anteriormente fue gobernadora por dos periodos consecutivos del estado Delta Amacuro (2000-2008) y del estado Monagas (periodo 2012-2021) y diputada a la Asamblea Nacional de Venezuela.
Es la única gobernadora en la historia del país en haber ejercido la primera magistratura estadal democráticamente en dos estados distintos.

## Primeros años
Nació en la Clavellina, del municipio Tucupita en el estado Delta Amacuro, Venezuela. Hija de Modesta Hernández y Juan de los Santos Santaella. Estudió en el colegio "Sagrada Familia" de Tucupita.
Se graduó en la licenciatura en educación mención orientación y administración en la Universidad Nacional Experimental Simón Rodríguez (UNESR), posee un posgrado en dirección y supervisión educativa.

## Carrera política
En las elecciones de 1989, es electa por el partido socialcristiano COPEI como concejal del municipio Tucupita. En 1992 es reelecta en la cámara municipal por COPEI. En 1995 es reelegida nuevamente para un tercer período, esta vez bajo la bandera del Movimiento al Socialismo. En las elecciones de 1998 es electa diputada a la Asamblea Legislativa del Estado Delta Amacuro por el MAS.

### Gobernadora de Delta Amacuro
Fue gobernadora del estado Delta Amacuro, por dos periodos: 2000-2004 y 2004-2008. Para 2004, implantó el servicio de emergencias 171, en el estado.

### Diputada a la AN
Para el 2010, fue elegida como diputada de la Asamblea Nacional, representado al Estado Delta Amacuro.
Fue integrante de la Comisión de Finanzas del Partido Socialista Unido de Venezuela.

### Gobernadora de Monagas
Se juramentó el 28 de diciembre de 2012, como gobernadora del estado Monagas, para el periodo (2012-2016), ganado con un 55.11% de los votos.
Durante su gestión, en 2016 se inauguró el segundo puente sobre el Caño de Juanico en Maturín. Para el 29 de agosto de 2016, inauguró la Clínica Industrial Alí Pinto en Caripito, Municipio Bolívar. En diciembre de 2016, entregó varios urbanismos habitacionales en el Municipio Sotillo.
Para el 26 de enero de 2017, el alcalde Leansy Astudillo y Santaella inauguran el comedor “Robert Serra” en el liceo “Manuel Saturnino Peñalver” del sector Rómulo Gallego, en San Antonio de Capayacuar. Santaella resultó elegida nuevamente como gobernadora del Estado Monagas el 15 de octubre del mismo año.
Entre las gestiones que desarrollará para el segunda mandato en el Estado Monagas, está en construir un Materno Infantil y una torrefactora para procesar el café en el municipio Caripe.
En 2018, visitó el país Trinidad y Tobago, con el fin de plantear la posibilidad de exportar productos del estado Monagas.
Como gobernadora, Yelitze exhortó públicamente a los docentes a «ser creativos» y «buscar otros oficios», tales como vender bananas, verduras o galletas, «hacer vestidos, a trabajar en casas de familias o a vender ropa» para que el sueldo les alcanzara.

### Ministerio de Educación
Tras perder las elecciones abiertas de candidatos del Partido Socialista Unido de Venezuela (PSUV) en 2021, fue nombrada por Nicolás Maduro como ministra de Educación (MPPE), sustituyendo a Eduardo Piñate, quien dejaba las funciones para participar en las elecciones regionales de 2021.
En 2021, compitió en las elecciones internas del PSUV para ser abanderada por su partido y competir por su segunda reelección como gobernadora del estado Monagas, pero fue derrotada por la empresaria Leudys González, la cual no pudo optar la candidatura por tener menos del 10 % de diferencia.

## Condecoraciones
- Hija Ilustre de la Ciudad, en agosto de 2013 fue condecorada con la orden “Ciudad Tucupita”, en honor a los 165 años de la fundación de Tucupita.[18]